# 永瓦蕾·阿尼柏恩
永瓦蕾·阿尼柏恩（羅馬化：Yongwaree Anibol，1999年1月16日—），原名為永瓦蕾·岸卡森（羅馬化：Yongwaree Ngamkasem），出生於泰國曼谷，小名Fah，泰國的新生代女演員及模特。

## 生平
Fah於1999年1月16日出生於泰國曼谷，由於母親曾於國泰航空擔任空姐一職，所以Fah從小就對航空業充滿興趣。高中畢業後Fah報考了航空學院，並獲得了法學士學位（LL.B.）以及商業飛行員的證照。此外，Fah是在此場測驗中，通過考試的2名女性中的其中1名，未來將成為航空業的下一位女飛行員。

## 演藝經歷
Fah於15歲正式進入演藝圈。2017年首度演出電視劇《浴火鑽石》飾演Duangkae一角。
2019年10月14日與男星馬力歐·莫瑞爾（Mario）主演的電影《暹羅戰士：首部曲》正式於泰國上映。
2020年1月搭檔翁莎功·波拉瑪塔功（New）首度主演電視劇《情海浪翻天》。同年出演GMM25《末日之火》在劇中飾演Atcharee一角。
2021年2月22日，與娜德·米利亞（Nat）、韋阿·森恩（Joss）聯合主演的泰劇《火蝴蝶》於GMM25首播。

## 個人生活

### 懷孕
2023年6月26日，所屬經紀公司GMMTV於官方社群發布Fah懷孕消息，並祝賀其孕期平安順利。
2023年9月25日，Fah於個人Instagram宣布已於日前在美國華盛頓哥倫比亞特區產下愛女喬安娜-瑪麗（Joanna-Marie），小名JMAC。

### 結婚
2023年12月22日，與同為飛行員的丈夫威廉·卡瓦諾（William Cavanaugh）於美國補辦婚宴。目前定居於美國德克薩斯州達拉斯。

### 副業
曾創立配飾品牌“Forever Pumpkin”及服飾品牌“Naughty Pumpkin”。2025年6月6日，與圈外好友共同創立了美妝品牌“OLIVE & GIN”。

## 影視作品

### 電視劇
| 首播年份 | 戲名                 | 戲名   | 播放平台    | 角色                            | 備註             |
| 首播年份 | 譯名                 | 原文名 | 播放平台    | 角色                            | 備註             |
| 2017年   | 《浴火鑽石》         |        | Ch3Thailand | Duangkae                        | 配角             |
| 2020年   | 《情海浪翻天》       |        | Amarin TV   | Taddiya （Tadd）                | 主演             |
| 2020年   | 《末日之火》         |        | GMM25       | Atjaree （Fah）                 | 配角             |
| 2021年   | 《火蝴蝶》           |        | GMM25       | Nabi （Bi）                     | 主演             |
| 2021年   | 《仇恨之影》         |        | GMM25       | Nuengjai （Nueng）              | 配角             |
| 2021年   | 《泰版F4：花樣男子》 |        | GMM25       | Renita Asavarattanakul （Mira） | 配角             |
| 2022年   | 《很高興愛上你》     |        | GMM25       | Fon                             | 配角 （第7-8集） |
| 2022年   | 《P.S. I Hate You》  |        | GMM25       | Methacha Kantisena （May）      | 主演             |
| 2022年   | 《扭曲效應》         |        | GMM25       | Jean                            | 主演             |
| 2023年   | 《午夜博物館》       |        | GMM25       | Ing                             | 客串 （第5集）   |
| 2024年   | 《心跳節拍》         |        | GMM25       | Kaem                            |                  |

### 單元劇
| 首播年份 | 戲名                                                        | 戲名   | 播放平台 | 角色            | 備註 |
| 首播年份 | 譯名                                                        | 原文名 | 播放平台 | 角色            | 備註 |
| 2020年   | 《Club Friday The Series 12 隱密之愛系列之6: 多餘的終點》   |        | GMM25    | View            | 主演 |
| 2024年   | 《Club Friday The Series 16 熱戀問題系列之8: 不會犯錯的人》 |        | One 31   | Plaifon （Fon） | 主演 |

### 網路劇
| 首播年份 | 戲名                                     | 戲名   | 播放平台        | 角色 | 備註     |
| 首播年份 | 譯名                                     | 原文名 | 播放平台        | 角色 | 備註     |
| 2022年   | 《Good Old Days: Bond and Relationship》 |        | Disney+ Hotstar | Mint | 單元主演 |
| 待公布   | 《時光分岔的夏天》                       |        | 愛奇藝          | 北塔 | 配角     |

### 電影
| 年度   | 上映日期               | 片名                 | 角色 | 備註 |
| 2019年 | 2019年10月10日（泰國） | 《暹羅戰士：首部曲》 | Pim  | 主演 |

### 廣告代言
註：以下資料整理自永瓦蕾·安尼柏爾的電視廣告及Instagram官方帳戶。
| 年份   | 品牌            | 代言項目                      | 合作藝人                   |
| 2014年 | EST             | EST Cola                      | 不適用                     |
| 2016年 | 越南DIANA SENSI | 衛生棉                        | 不適用                     |
| 2018年 | Amazing ไทยแลนด์ | 泰國觀光宣傳                  | 阿南達·艾華靈漢 （Ananda） |
| 2019年 | 白蘭氏          | Veta金盞花活顏馥莓飲          | 瓦凌通·帕哈甘 （Great）    |
| 2021年 | vivo            | V23 5G                        | 不適用                     |
| 2021年 | 妮維雅          | 止汗爽身乳液                  | 不適用                     |
| 2022年 | 泰國資生堂      | 時空琉璃LX 極上御藏日（晚）霜 | 查雅妮·臣姍卡維 （Pat）    |

## 音樂錄影帶
| 年份   | 歌名   | 歌手                             | 備註             |
| 2019年 | 舊照片 | Nontanun Anchuleepradit（Kacha） | [ 7 ]            |
| 2021年 | 塵埃   | 蓋溫·卡斯奇（Fluke）             | 《火蝴蝶》原聲帶 |
| 2021年 | 塵埃   | 莎楠查娜·阿芘莎麥蒙空（Aye）     | 《火蝴蝶》原聲帶 |
| 2021年 | 我沒事 | 帕同朋·任翟迪（Toy）             | [ 10 ]           |

## 獎項與提名
| 年份   | 頒獎典禮         | 獎項                      | 提名作品／人物       | 結果 | 來源 |
| 2023年 | Kazz Awards 2023 | Rising Female of The Year | 《泰版F4：花樣男子》 | 提名 |      |
| 2023年 | Kazz Awards 2023 | Bang Girl of The Year     | 永瓦蕾·阿尼柏恩      | 獲獎 |      |
| 2023年 | 亞洲電視大獎     | 最佳女配角                | 《P.S. I Hate You》  | 提名 |      |

## 外部連結
- 永瓦蕾·阿尼柏恩於GMMTV的簡介 （页面存档备份，存于）（泰文）
- 永瓦蕾·阿尼柏恩的Instagram帳戶（泰文）
- 永瓦蕾·阿尼柏恩的新浪微博（泰文）
- YouTube上的永瓦蕾·阿尼柏恩頻道（泰文）